# سرخس
سَرَخس، شهری مرزی در استان خراسان رضوی و مرکز شهرستان سرخس است؛ شمال‌شرقی‌ترین شهر ایران در نزدیکی مرز ترکمنستان در پایین‌ترین دشت خراسان در ۳۰۰ متری از سطح دریا جای دارد.
مردم آن مسلمان و اهل سنت هستند.

## جمعیت
بر پایه سرشماری عمومی نفوس و مسکن در سال ۱۳۹۵ جمعیت این شهر ۴۲٬۱۷۹ نفر (در ۱۱٬۸۱۲ خانوار) بوده‌است.

## مکان جغرافیایی
شهرستان سرخس، با پهنه‌ای بیش از ۵ هزار کیلومتر مربع، در شمال خاوری استان خراسان رضوی، در کنار مرز ایران و جمهوری ترکمنستان در ۱۸۰ کیلومتری شرق مشهد قرار دارد. تقریباً میان دو نصف‌النهار ۳۰ تا ۶۰ و ۱۵ تا ۶۱ درجهٔ شرقی و میان دو مدار ۳۶ و ۳۶ تا ۴۰ درجهٔ شمالی قرار گرفته‌است. حد طبیعی منطقه را در جنوب، رودخانهٔ کشف رود و حد شرقی را رود تجن (از پیوستن رودخانهٔ هریرود و کشف رود) و حدود طبیعی غربی و جنوب‌غربی را آخرین امتدادهای ارتفاعات کپه داغ مشخص می‌نماید.
این شهرستان از سوی شمال و خاور به جمهوری ترکمنستان، از باختر به شهرستان مشهد و از جنوب به شهرستان تربت جام محدود است و در حد فاصل حاشیهٔ خارجی صحرای قره‌قروم با لبهٔ فلات ایران قرار گرفته‌است. هوای سرخس در گذشته معتدل و خشک بوده که با گسترش کشاورزی آبی و آبگیری سد دوستی به هوای گرم و مرطوب تغییر وضعیت داده و اینک در بازه ایی از ماه‌های تابستان حتی بهار بیش‌ترین درجهٔ حرارت، ۵۰ درجه بالای صفر و کم‌ترین آن در زمستان‌ها، ۲۵ درجه زیر صفر است. میانگین باران سالیانهٔ سرخس به ۱۸۰ میلی‌متر می‌رسد. رود هریرود در ۲ کیلومتری خاور سرخس مرز مشترک ایران و ترکمنستان را تشکیل داده‌است. شهر سرخس در دشت قرار گرفته و از بلندی مهمی برخوردار نیست. جمعیت این شهرستان براساس آمار سال ۱۳۷۵خ برابر با ۷۳٬۶۰۴ نفر است که از این تعداد ۲۸٬۵۴۷ نفر در مرکز شهرستان زندگی می‌کردند.

## تاریخ

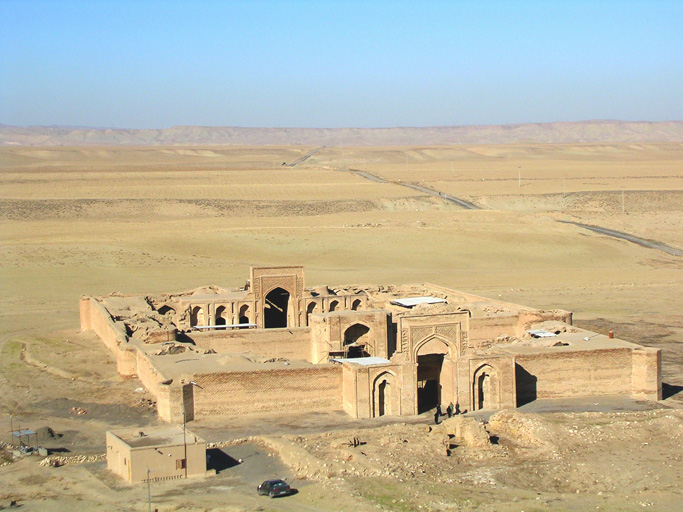
رباط شرف در ۴۷ کیلومتری غرب سرخس

نام باستانی سرخس ساریگا بوده که مردم محلی به آن ساریکا می‌گویند و بر سر راه مرو به نیشابور و عراق عجم قرار گرفته‌است. این شهر روزگاری از کانون‌های علم و دانش بوده و بواسطهٔ داشتن مدارس و کتابخانه‌های زیاد شهرت داشته‌است؛ در سال‌های اخیر نیز به دلیل فراهم آوردن موقعیت‌های تجاری، این محل دارای اهمیت است.
به اعتقاد اهالی این شهر، سرخس از دیرباز به نام‌های «ساریگَو» به معنی خانه پهلوانان (گَو = پهلوان)، «ساریکا»، «سرخس نو»، «سرخس ناصری» و «سرخس افراسیابی» خوانده می‌شده‌است. حکیم ابوالقاسم فردوسی در شاهنامه، در داستان جنگ هفت گردان، از سرخس یاد کرده‌است. کهن‌ترین متن فارسی که از سرخس سخن گفته، «حدودالعالم» (۳۷۲ هـ. ق) است، که می‌گوید: «سرخس شهری است بر راه و اندر میان بیابان نهاده … جایی با کشت و برز بسیار است، و مردمانی قوی ترکیب‌اند و جنگی، و خواستهٔ ایشان شتر است».
لیکن کاربرد کلمهٔ سرخس دستکم در هزار و دویست سال اخیر و وجود درختچه‌های سرخس در گذشته‌های دور که توسط بومیان قلع و قمع شده‌است، نشان‌دهندهٔ اصالت نام سرخس و نه نام دیگری می‌باشد.
سرخس در سدهٔ نخست هجری قمری؛ به دست اعراب افتاد. این شهر در روزگار آلب ارسلان گسترش و اعتبار بسیار یافت، به‌طوری که وی آنجا را مقر خود قرار داد. سرخس در سده‌های نخستین اشغال اعراب و حتی تا زمان ابن بطوطه از شهرهای بزرگ خراسان به‌شمار می‌رفته‌است. وی می‌گوید: «… طغای تیمور با ۵۰ هزار سپاهی به نبرد سربداران رفت. لیکن شکست خورد و شهرهای سرخس، الزاوه و توس که از بزرگ‌ترین شهرهای خراسان بودند به دست سربداران افتاد…».

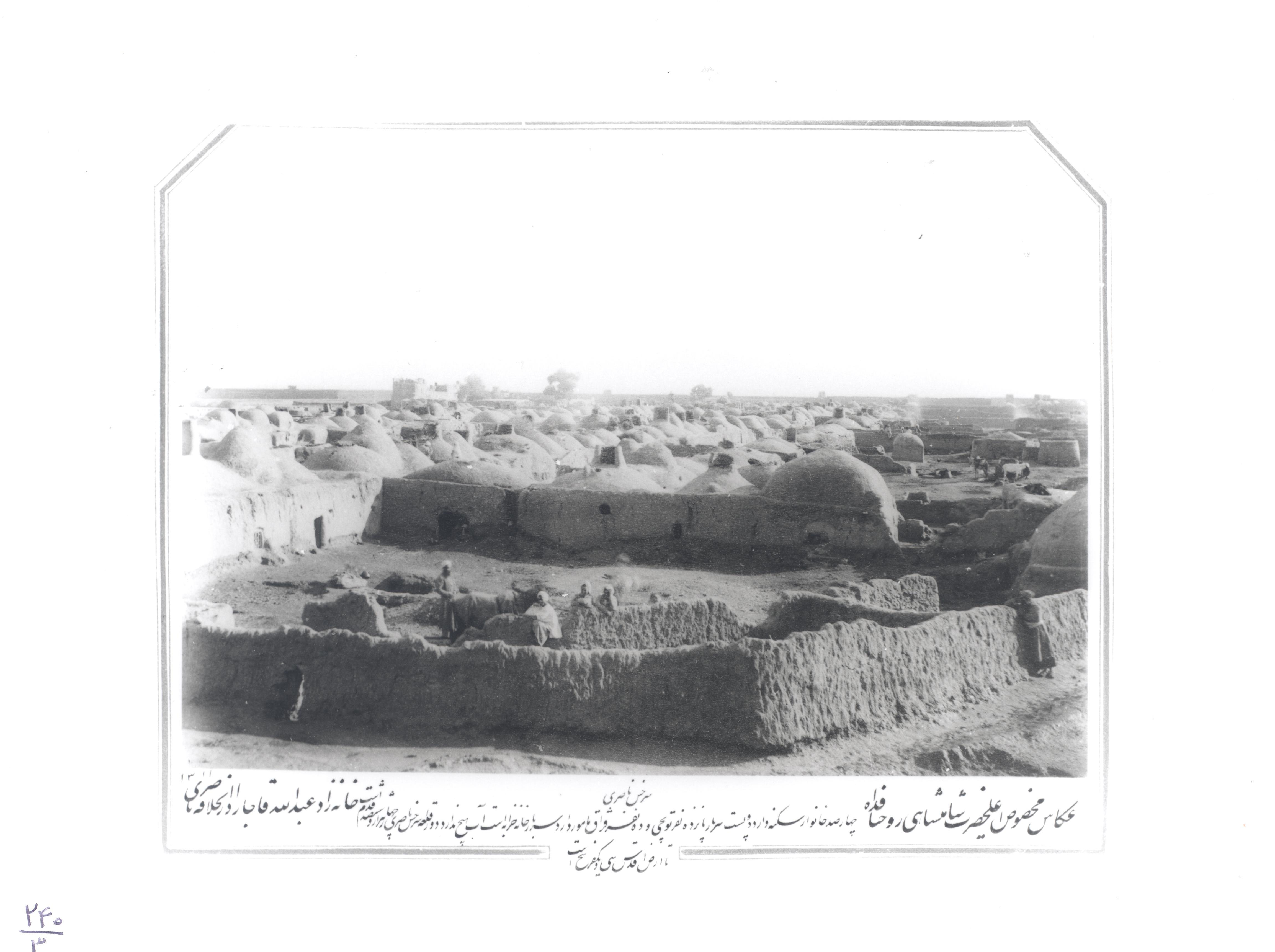
نمایی از سرخس در ۱۳۱۱ هجری قمری

ایل پاسارگادی، یکی از ده قبیلهٔ پارس‌ها بود که از کوروش حمایت کرده و سلسلهٔ هخامنشیان را به وجود آورد. طبق سخنان مسعودی مورخ سدهٔ چهارم، بازماندگان رم کاریان پس از حملهٔ اعراب مسلمان به پارسیان معروف گشتند. آن‌ها در زمان آل بویه به دو گروه تقسیم گشته و به ترتیب ضمیمهٔ ایل عرب خمسه و ایل قشقایی گشتند. این دو گروه در زمان فتحعلی شاه قاجار دوباره با یکدیگر متحد شده و ایل باصری را تشکیل دادند که تا به امروز پابرجا مانده‌اند و آن‌ها را می‌توان سرسلسله و میراث‌بان فرهنگ و تمدن هخامنشی‌ها و رم کاریان دانست. در دوره فتحعلی‌شاه قاجار، عده‌ای از جنگجویان این طایفه برای دفع حملات ترکمان‌ها به خراسان مهاجرت نمودند و آن‌ها را تا شهر سرخس دفع نمودند. پس از حملهٔ روسیه تزاری به ایران قسمت‌هایی از ایران من جمله شهر سرخس از ایران جدا شد. شهر سرخس از جمله شهرهای دو تکه‌ای است که قسمت خاوری آن متعلق به ترکمنستان امروزی است. با این وجود، هیچ ترکمنی در سرخس وجود ندارد که دلیل آن به علت دفع آن‌ها توسط سیستانی‌ها و بلوچها از این منطقه می‌باشد. امروز بسیاری از آن‌ها ساکن سرخس هستند که بازماندگان همان دسته‌های مهاجرت نموده در زمان قاجار می‌باشند.
این شهر در سال ۱۳۱۵ خورشیدی و به دستور رضاخان با موقوفات استان قدس رضوی فعلی که شامل منطقه اوین تهران بود معاوضه گردید و هم‌اکنون ۹۸ درصد این شهر موقوفه و متعلق به استان قدس رضوی می‌باشد
امروزه شهر سرخس، مرز میان ایران و ترکمنستان است. سرخس پیشین که در سوی راست هریرود قرار دارد، در دست ترکمنستان می‌باشد و سرخس نو در دست ایران است. در ۱۸۸۴م، روس‌ها سرخس کهنهٔ ایران را همراه مرو و عشق‌آباد، اشغال کردند و بدین ترتیب در مرز ایران و افغانستان از دریای مازندران تا سین‌کیانگ چین، استقرار یافتند.
سنایی غزنوی، مثنوی سیرالعباد الی المعاد را در سرخس سروده و با مدح سیف‌الدین محمد بن منصور قاضی سرخس به پایان برده‌است.
در سال‌های اخیر با ایجاد پالایشگاه گاز خانگیران و استخراج گاز شیرین و ترش و لوله‌کشی به نواحی مصرف، و بهره‌برداری از راه‌آهن مشهد–سرخس–تجن و ترانزیت جاده‌ای (یکصدوچهل هزار تریلی در سال) توسعه و رونق یافته و بر آبادانی و جمعیت سرخس افزوده شده‌است و همچنین به واسطهٔ همسایگی با جمهوری ترکمنستان، دارای اهمیت نظامی و راهبردی است.

## صنایع و معادن
مهم‌ترین صنایع موجود در این شهرستان، صنایع مربوط به استخراج، پالایش و ذخیره‌سازی منابع گازی و نفتی و گوگرد خانگیران است که غنی می‌باشد. معدن زغال سنگ آق دربند که پس از ریزش آن وکشته وزخمی شدن چندکارگر هم‌اکنون غیرفعال می‌باشد.
معادن شن موجوددرمنطقه قوش عظیم نیز درحال فعالیت می‌باشد.

## کشاورزی و دامداری
فرآورده‌های آن شامل: غلات، علوفه، صادرات کاکتوس، سبزی، پنبه، خربزه و صیفی است.
دامپروری گوسفند قره‌گل در این منطقه مرسوم بوده که با ورود دام‌های غیر بومی، این صنعت و نژاد گوسفند قره‌گل رو به احیا است.
زیستگاه جانوری:
در سرخس و در سال‌های نه چندان دور؛ گله‌های عظیم گورخر ایرانی در دسته‌های صد تا دویست راسی در محدودهٔ گنبدلی و چکودر و تا سال‌های ابتدایی دههٔ هشتاد خورشیدی به چشم می‌خورد که از این نظر در خاورمیانه بی‌نظیر بوده و متأسفانه در طی دو دههٔ اخیر، علی‌رغم تلاش محیط بانان غیور شهرستان باتوجه به شکار بی‌رویه، و خشکسالی‌های اخیر، و اشغال مراتع توسط دامداران، اینگونه روبه انقرلض گذاشت.
همچنین در این شهرستان حیواناتی نظیر گرگ، روباه، شغال، مار و کبک، آهو، قرقاول، هدهد نیز دیده شده‌است.
خوشبختانه پلنگ نیز جزو حیوانات است که تا کنون منقرض نشده! و در مراتع شهرستان مشاهده شده.
مراکز آموزش عالی
دانشگاه پیام نور در رشته‌های شیمی و ریاضی و حسابداری و دانشگاه علمی کاربردی با رشته‌های روابط عمومی و کامپیوتر و بهره‌برداری پالایش گاز و دانشگاه آزاد اسلامی با رشته‌های حسابداری و الکتروتکنیک در کاردانی و کارشناسی دانشجو می‌پذیرند.